# Age of Empires III
Age of Empires III a apărut pe 18 octombrie 2005 în SUA și este al treilea joc din serie. Acoperă colonizarea europeană a Americilor, de la primele explorări din jurul anului 1500 până la începutul epocii industriale din anii 1850. Este primul joc din serie care are grafică 3D. Jocul a primit două premii din partea site-ului GameSpy în 2005: „Jocul anului de strategie în timp real" și „Cea mai bună grafică”.
Primul pachet suplimentar a apărut pe 17 octombrie 2006 și este intitulat Age of Empires III: The War Chiefs (în engleză: Epoca Imperiilor III: Căpeteniile războinice).

## Civilizații
Există opt civilizații europene, și 12 civilizații amerindiene, cu care nu se poate juca, însă cu care jucătorul uman se poate alia pentru a obține soldați amerindieni. 
Aceste civilizați sunt:
- Civilizații din Europa de Vest (englezi, francezi, olandezi);
- Civilizații din Europa Centrală și de Est (germani, ruși);
- Civilizații Mediteraneene (portughezi, spanioli, otomani);